# Talent (Oregon)
Pour les articles homonymes, voir Talent.
Talent est une municipalité américaine située dans le comté de Jackson en Oregon. Lors du recensement de 2010, sa population est de 6 066 habitants.

## Géographie
La municipalité s'étend sur 1,33 milles carrés (3,44 km2).

## Histoire
Fondée dans les années 1880 par A. P. Talent, la ville portait autrefois le nom de Wagner. Elle devient une municipalité en novembre 1910.

## Démographie
La population de Talent est estimée à 6 485 habitants au 1er juillet 2016.
Le revenu par habitant était en moyenne de 21 524 dollars par an entre 2012 et 2016, en-dessous de la moyenne de l'Oregon (28 822 dollars) et de la moyenne nationale (29 829 dollars). Sur cette même période, 20,3 % des habitants de Talent vivaient sous le seuil de pauvreté (contre 13,3 % dans l'État et 12,7 % à l'échelle des États-Unis).